# チェッロ・アル・ランブロ
チェッロ・アル・ランブロ（伊: Cerro al Lambro）は、イタリア共和国ロンバルディア州ミラノ県にある、人口約5,100人の基礎自治体（コムーネ）。

## 地理

### 位置・広がり

#### 隣接コムーネ
隣接するコムーネは以下の通り。括弧内のPVはパヴィーア県、LOはローディ県所属を示す。
- バスカペ (PV)
- カルピアーノ
- カザレット・ロディジャーノ (LO)
- メレニャーノ
- サン・ゼノーネ・アル・ランブロ
- ヴィッツォーロ・プレダビッシ

### 地震分類
イタリアの地震リスク階級 (it) では、3 に分類される
。